# 1. Bundesliga 2017-2018 (maschile)
La 1. Bundesliga 2017-2018 si è svolta dal 14 ottobre 2017 al 9 maggio 2018: al torneo hanno partecipato undici squadre di club tedesche e la vittoria finale è andata per la nona volta, la terza consecutiva, allo Charlottenburg.

## Regolamento

### Formula
Le squadre hanno disputato un girone all'italiana, con gare di andata e ritorno; al termine della regular season:
- Le prime otto classificate hanno acceduto ai play-off scudetto, strutturati in quarti di finale, semifinali, tutte giocate al meglio di due vittorie su tre gare, e finale, giocata al meglio di tre vittorie su cinque gare.
- L'ultima classificata è retrocessa in 2. Bundesliga.

### Criteri di classifica
Se il risultato finale è stato di 3-0 o 3-1 sono stati assegnati 3 punti alla squadra vincente e 0 a quella sconfitta, se il risultato finale è stato di 3-2 sono stati assegnati 2 punti alla squadra vincente e 1 a quella sconfitta.
L'ordine del posizionamento in classifica è stato definito in base a:
- Punti;
- Numero di partite vinte;
- Ratio dei set vinti/persi;
- Ratio dei punti realizzati/subiti;
- Risultati degli scontri diretti.

## Squadre partecipanti
| Club            | Città                  | Palazzetto                                 | Stagione precedente                                                         |
| --------------- | ---------------------- | ------------------------------------------ | --------------------------------------------------------------------------- |
| Bühl            | Bühl                   | Großsporthalle Bühl                        | 7ª in 1. Bundesliga; Quarti di finale play-off scudetto                     |
| Charlottenburg  | Berlino                | Max-Schmeling-Halle Berlino                | 2ª in 1. Bundesliga; Campione di Germania                                   |
| Dürener         | Düren                  | Arena Kreis Düren Düren                    | 4ª in 1. Bundesliga; Semifinali play-off scudetto                           |
| Friedrichshafen | Friedrichshafen        | ZF-Arena Friedrichshafen Friedrichshafen   | 1ª in 1. Bundesliga; Finale play-off scudetto                               |
| Herrsching      | Herrsching am Ammersee | Nikolaushalle Herrsching am Ammersee       | 6ª in 1. Bundesliga; Quarti di finale play-off scudetto                     |
| Lüneburg        | Luneburgo              | Gellersenhalle Reppenstedt                 | 5ª in 1. Bundesliga; Quarti di finale play-off scudetto                     |
| Netzhoppers     | Königs Wusterhausen    | Landkost-Arena Bestensee                   | 8ª in 1. Bundesliga; Quarti di finale play-off scudetto                     |
| Rottenburg      | Rottenburg am Neckar   | Paul Horn-Arena Tubinga                    | 9ª in 1. Bundesliga; Ottavi di finale play-off scudetto Vincitrice play-out |
| Rüsselsheim     | Rüsselsheim am Main    | Fraport Arena Francoforte sul Meno         | 3ª in 1. Bundesliga; Semifinali play-off scudetto                           |
| Solingen        | Solingen               | Friedrich-Albert-Lange Sporthalle Solingen | 11ª in 1. Bundesliga; Ottavi di finale play-off scudetto Finale play-out    |
| Unterhaching    | Unterhaching           | Bayernwerk Sportarena Unterhaching         | -                                                                           |

## Torneo

### Regular season

#### Risultati
| Partite |                              |     |                                   |
|         |                              |     |                                   |
| 14-10   | Rottenburg-Königs            | 2-3 | 15-25, 18-25, 25-21, 25-20, 11-15 |
| 14-10   | Dürener-Charlottenburg       | 3-0 | 25-21, 25-22, 25-21               |
| 14-10   | Bühl-Rüsselsheim             | 0-3 | 19-25, 19-25, 14-25               |
| 15-10   | Friedrichshafen-Unterhaching | 3-0 | 25-23, 25-14, 25-18               |
| 15-10   | Solingen-Lüneburg            | 0-3 | 23-25, 16-25, 17-25               |
| 18-10   | Charlottenburg-Herrsching    | 3-1 | 27-25, 27-25, 23-25, 25-14        |
| 21-10   | Unterhaching-Bühl            | 3-1 | 25-19, 25-13, 23-25, 25-18        |
| 21-10   | Königs-Friedrichshafen       | 1-3 | 24-26, 17-25, 25-23, 19-25        |
| 21-10   | Lüneburg-Dürener             | 3-0 | 25-21, 25-16, 25-17               |
| 22-10   | Rüsselsheim-Solingen         | 3-0 | 25-18, 25-23, 25-19               |
| 28-10   | Herrsching-Lüneburg          | 3-1 | 23-25, 25-23, 25-22, 25-23        |
| 28-10   | Rottenburg-Friedrichshafen   | 0-3 | 12-25, 19-25, 16-25               |
| 28-10   | Bühl-Königs                  | 3-0 | 26-24, 28-26, 25-18               |
| 29-10   | Dürener-Rüsselsheim          | 3-1 | 25-16, 18-25, 25-18, 25-22        |
| 29-10   | Solingen-Unterhaching        | 0-3 | 15-25, 16-25, 11-25               |
| 01-11   | Charlottenburg-Rottenburg    | 3-0 | 25-19, 25-18, 25-19               |
| 04-11   | Rüsselsheim-Herrsching       | 3-1 | 20-25, 30-28, 25-20, 25-22        |
| 04-11   | Friedrichshafen-Bühl         | 3-0 | 25-21, 25-19, 25-19               |
| 05-11   | Unterhaching-Dürener         | 3-2 | 19-25, 25-23, 22-25, 25-19, 15-12 |
| 05-11   | Königs-Solingen              | 3-0 | 25-17, 25-23, 25-22               |
| 11-11   | Herrsching-Unterhaching      | 3-1 | 25-19, 25-22, 20-25, 25-17        |
| 11-11   | Rottenburg-Bühl              | 0-3 | 24-26, 19-25, 20-25               |
| 11-11   | Dürener-Königs               | 3-0 | 25-23, 25-15, 27-25               |
| 12-11   | Charlottenburg-Lüneburg      | 3-1 | 25-20, 25-27, 25-21, 25-14        |
| 18-11   | Königs-Herrsching            | 1-3 | 27-25, 18-25, 28-30, 22-25        |
| 18-11   | Friedrichshafen-Dürener      | 3-0 | 25-16, 25-17, 25-22               |
| 18-11   | Lüneburg-Rottenburg          | 3-0 | 25-17, 25-13, 25-23               |
| 18-11   | Bühl-Solingen                | 3-1 | 25-15, 29-27, 18-25, 25-18        |
| 22-11   | Rüsselsheim-Charlottenburg   | 3-2 | 14-25, 25-23, 25-27, 25-18, 15-10 |
| 22-11   | Solingen-Friedrichshafen     | 1-3 | 20-25, 26-24, 23-25, 14-25        |
| 29-11   | Charlottenburg-Unterhaching  | 3-1 | 25-20, 21-25, 25-16, 25-23        |
| 02-12   | Herrsching-Friedrichshafen   | 0-3 | 22-25, 19-25, 21-25               |
| 02-12   | Rottenburg-Solingen          | 3-1 | 25-18, 19-25, 25-23, 25-23        |
| 02-12   | Lüneburg-Rüsselsheim         | 1-3 | 25-19, 22-25, 19-25, 20-25        |
| 03-12   | Dürener-Bühl                 | 3-2 | 19-25, 25-22, 22-25, 25-18, 15-13 |
| 09-12   | Unterhaching-Lüneburg        | 3-0 | 25-20, 25-21, 25-20               |
| 09-12   | Königs-Charlottenburg        | 0-3 | 19-25, 20-25, 23-25               |
| 09-12   | Bühl-Herrsching              | 3-1 | 25-15, 25-19, 22-25, 25-15        |
| 10-12   | Rüsselsheim-Rottenburg       | 3-0 | 25-18, 25-23, 25-18               |
| 10-12   | Solingen-Dürener             | 0-3 | 21-25, 17-25, 11-25               |
| 16-12   | Herrsching-Solingen          | 3-1 | 22-25, 25-22, 25-22, 25-23        |
| 16-12   | Lüneburg-Königs              | 3-1 | 25-22, 25-20, 19-25, 25-20        |
| 17-12   | Rottenburg-Dürener           | 1-3 | 16-25, 25-21, 14-25, 24-26        |
| 17-12   | Unterhaching-Rüsselsheim     | 2-3 | 25-16, 22-25, 22-25, 30-28, 8-15  |
| 27-12   | Rottenburg-Unterhaching      | 1-3 | 15-25, 19-25, 25-21, 17-25        |
| 27-12   | Dürener-Herrsching           | 3-2 | 23-25, 24-26, 25-23, 27-25, 15-11 |
| 27-12   | Bühl-Charlottenburg          | 0-3 | 22-25, 23-25, 21-25               |
| 28-12   | Königs-Rüsselsheim           | 3-2 | 25-19, 16-25, 25-17, 21-25, 15-9  |
| 03-01   | Rüsselsheim-Friedrichshafen  | 1-3 | 25-21, 16-25, 13-25, 18-25        |
| 06-01   | Unterhaching-Königs          | 3-0 | 25-23, 25-23, 25-21               |
| 06-01   | Herrsching-Rottenburg        | 3-1 | 13-25, 25-21, 25-23, 25-21        |
| 06-01   | Solingen-Charlottenburg      | 1-3 | 25-20, 17-25, 22-25, 16-25        |
| 06-01   | Lüneburg-Bühl                | 3-1 | 25-21, 32-30, 21-25, 25-16        |
| 10-01   | Unterhaching-Friedrichshafen | 1-3 | 25-22, 17-25, 22-25, 18-25        |
| 13-01   | Königs-Rottenburg            | 3-0 | 25-19, 25-23, 25-14               |

| Partite |                                |     |                                   |
|         |                                |     |                                   |
| 13-01   | Friedrichshafen-Lüneburg       | 3-0 | 25-22, 25-14, 28-26               |
| 14-01   | Charlottenburg-Dürener         | 3-1 | 25-22, 25-23, 23-25, 25-19        |
| 14-01   | Rüsselsheim-Bühl               | 3-2 | 25-17, 28-26, 21-25, 25-27, 15-6  |
| 17-01   | Lüneburg-Solingen              | 3-0 | 25-20, 25-22, 25-22               |
| 20-01   | Herrsching-Charlottenburg      | 1-3 | 16-25, 25-20, 20-25, 20-25        |
| 20-01   | Dürener-Lüneburg               | 3-1 | 29-27, 25-20, 23-25, 25-23        |
| 20-01   | Friedrichshafen-Königs         | 3-0 | 25-16, 25-12, 25-14               |
| 20-01   | Bühl-Unterhaching              | 3-0 | 25-22, 26-24, 25-19               |
| 21-01   | Solingen-Rüsselsheim           | 0-3 | 21-25, 13-25, 24-26               |
| 24-01   | Charlottenburg-Friedrichshafen | 1-3 | 23-25, 25-22, 17-25, 29-31        |
| 24-01   | Rottenburg-Herrsching          | 1-3 | 16-25, 25-23, 23-25, 27-29        |
| 27-01   | Königs-Bühl                    | 0-3 | 30-32, 19-25, 19-25               |
| 27-01   | Friedrichshafen-Rottenburg     | 3-0 | 25-19, 25-12, 25-16               |
| 27-01   | Lüneburg-Herrsching            | 3-2 | 26-28, 25-23, 25-21, 29-31, 17-15 |
| 28-01   | Rüsselsheim-Dürener            | 3-1 | 25-20, 25-22, 18-25, 25-20        |
| 28-01   | Unterhaching-Solingen          | 3-1 | 17-25, 26-24, 25-13, 25-17        |
| 03-02   | Herrsching-Rüsselsheim         | 2-3 | 25-17, 25-21, 17-25, 20-25, 10-15 |
| 03-02   | Rottenburg-Charlottenburg      | 0-3 | 22-25, 16-25, 20-25               |
| 04-02   | Solingen-Königs                | 1-3 | 23-25, 25-23, 21-25, 19-25        |
| 04-02   | Bühl-Friedrichshafen           | 0-3 | 19-25, 21-25, 24-26               |
| 04-02   | Dürener-Unterhaching           | 2-3 | 16-25, 22-25, 25-22, 25-20, 12-15 |
| 10-02   | Königs-Dürener                 | 0-3 | 25-27, 24-26, 25-27               |
| 10-02   | Friedrichshafen-Solingen       | 3-0 | 25-17, 25-21, 25-21               |
| 10-02   | Bühl-Rottenburg                | 3-0 | 25-20, 25-22, 26-24               |
| 10-02   | Lüneburg-Charlottenburg        | 3-0 | 25-22, 25-21, 25-22               |
| 11-02   | Unterhaching-Herrsching        | 3-2 | 30-32, 25-22, 18-25, 25-21, 15-12 |
| 17-02   | Charlottenburg-Rüsselsheim     | 3-1 | 23-25, 25-19, 25-20, 25-17        |
| 17-02   | Herrsching-Königs              | 3-0 | 25-23, 43-41, 25-14               |
| 17-02   | Rottenburg-Lüneburg            | 2-3 | 23-25, 18-25, 25-19, 27-25, 10-15 |
| 17-02   | Dürener-Friedrichshafen        | 1-3 | 25-23, 18-25, 19-25, 17-25        |
| 18-02   | Solingen-Bühl                  | 1-3 | 21-25, 25-23, 18-25, 23-25        |
| 21-02   | Königs-Unterhaching            | 1-3 | 25-23, 13-25, 21-25, 15-25        |
| 21-02   | Charlottenburg-Solingen        | 3-0 | 25-18, 25-13, 25-18               |
| 21-02   | Friedrichshafen-Rüsselsheim    | 3-1 | 25-22, 25-19, 16-25, 25-21        |
| 24-02   | Unterhaching-Charlottenburg    | 0-3 | 13-25, 17-25, 23-25               |
| 24-02   | Friedrichshafen-Herrsching     | 3-1 | 25-19, 25-15, 23-25, 31-29        |
| 24-02   | Bühl-Dürener                   | 2-3 | 21-25, 25-22, 25-19, 21-25, 15-17 |
| 25-02   | Solingen-Rottenburg            | 3-0 | 25-18, 25-21, 25-23               |
| 25-02   | Rüsselsheim-Lüneburg           | 3-1 | 25-18, 25-23, 21-25, 25-19        |
| 07-03   | Bühl-Lüneburg                  | 2-3 | 20-25, 20-25, 25-23, 25-21, 11-15 |
| 10-03   | Charlottenburg-Königs          | 3-0 | 25-23, 25-11, 32-30               |
| 10-03   | Herrsching-Bühl                | 3-0 | 25-21, 25-19, 25-23               |
| 10-03   | Lüneburg-Unterhaching          | 2-3 | 25-21, 37-39, 25-21, 20-25, 9-15  |
| 11-03   | Rottenburg-Rüsselsheim         | 0-3 | 18-25, 23-25, 19-25               |
| 11-03   | Dürener-Solingen               | 3-0 | 25-21, 25-13, 25-15               |
| 17-03   | Königs-Lüneburg                | 2-3 | 13-25, 25-19, 22-25, 27-25, 10-15 |
| 17-03   | Dürener-Rottenburg             | 3-0 | 25-16, 25-17, 25-21               |
| 18-03   | Friedrichshafen-Charlottenburg | 3-1 | 22-25, 27-25, 25-23, 25-22        |
| 18-03   | Solingen-Herrsching            | 1-3 | 19-25, 26-24, 21-25, 22-25        |
| 18-03   | Rüsselsheim-Unterhaching       | 2-3 | 25-22, 22-25, 16-25, 25-20, 10-15 |
| 24-03   | Unterhaching-Rottenburg        | 3-0 | 25-17, 25-20, 25-16               |
| 24-03   | Herrsching-Dürener             | 3-2 | 22-25, 32-30, 27-25, 21-25, 15-8  |
| 24-03   | Charlottenburg-Bühl            | 3-0 | 25-17, 25-22, 25-15               |
| 24-03   | Lüneburg-Friedrichshafen       | 0-3 | 22-25, 20-25, 20-25               |
| 24-03   | Rüsselsheim-Königs             | 3-0 | 25-21, 25-20, 25-20               |

#### Classifica
| Pos. | Squadra         | Pt | G  | V  | P  | SV | SP | Ratio | PF    | PS    | Ratio |
| ---- | --------------- | -- | -- | -- | -- | -- | -- | ----- | ----- | ----- | ----- |
| 1.   | Friedrichshafen | 60 | 20 | 20 | 0  | 60 | 9  | 6.667 | 1 715 | 1 379 | 1.244 |
| 2.   | Charlottenburg  | 46 | 20 | 15 | 5  | 49 | 22 | 2.227 | 1 712 | 1 504 | 1.138 |
| 3.   | Rüsselsheim     | 40 | 20 | 14 | 6  | 50 | 30 | 1.667 | 1 778 | 1 698 | 1.047 |
| 4.   | Dürener         | 36 | 20 | 12 | 8  | 45 | 33 | 1.364 | 1 758 | 1 697 | 1.036 |
| 5.   | Unterhaching    | 35 | 20 | 13 | 7  | 44 | 35 | 1.257 | 1 768 | 1 680 | 1.052 |
| 6.   | Herrsching      | 33 | 20 | 10 | 10 | 43 | 39 | 1.103 | 1 895 | 1 911 | 0.992 |
| 7.   | Lüneburg        | 30 | 20 | 11 | 9  | 40 | 37 | 1.081 | 1 763 | 1 729 | 1.020 |
| 8.   | Bühl            | 28 | 20 | 8  | 12 | 34 | 39 | 0.872 | 1 618 | 1 665 | 0.972 |
| 9.   | Netzhoppers     | 14 | 20 | 5  | 15 | 21 | 50 | 0.420 | 1 541 | 1 693 | 0.910 |
| 10.  | Rottenburg      | 5  | 20 | 1  | 19 | 11 | 58 | 0.190 | 1 361 | 1 664 | 0.818 |
| 11.  | Solingen        | 3  | 20 | 1  | 19 | 12 | 57 | 0.211 | 1 394 | 1 683 | 0.828 |

| Qualificata ai play-off scudetto | Retrocessa in 2. Bundesliga |

### Play-off scudetto

#### Tabellone
|  | Quarti di finale | Quarti di finale | Quarti di finale | Quarti di finale | Quarti di finale |  |  | Semifinali | Semifinali      | Semifinali      | Semifinali     | Semifinali |   |   | Finale | Finale          | Finale | Finale | Finale | Finale | Finale |  |
|  |                  |                  |                  |                  |                  |  |  |            |                 |                 |                |            |   |   |        |                 |        |        |        |        |        |  |
|  | 1                | Friedrichshafen  | Friedrichshafen  | 3                | 3                |  |  |            |                 |                 |                |            |   |   |        |                 |        |        |        |        |        |  |
|  | 8                | Bühl             | Bühl             | 0                | 0                |  |  | 1          | Friedrichshafen | Friedrichshafen | 3              | 3          |   |   |        |                 |        |        |        |        |        |  |
|  | 4                | Dürener          | 3                | 1                | 1                |  |  | 5          | Unterhaching    | Unterhaching    | 1              | 0          |   |   |        |                 |        |        |        |        |        |  |
|  | 5                | Unterhaching     | 1                | 3                | 3                |  |  |            |                 |                 |                |            |   |   | 1      | Friedrichshafen | 1      | 2      | 3      | 3      | 0      |  |
|  | 2                | Charlottenburg   | 3                | 1                | 3                |  |  |            |                 | 2               | Charlottenburg | 3          | 3 | 1 | 2      | 3               |        |        |        |        |        |  |
|  | 7                | Lüneburg         | 0                | 3                | 0                |  |  | 2          | Charlottenburg  | Charlottenburg  | 3              | 3          |   |   |        |                 |        |        |        |        |        |  |
|  | 3                | Rüsselsheim      | 3                | 0                | 3                |  |  | 3          | Rüsselsheim     | Rüsselsheim     | 0              | 0          |   |   |        |                 |        |        |        |        |        |  |
|  | 6                | Herrsching       | 1                | 3                | 0                |  |  |            |                 |                 |                |            |   |   |        |                 |        |        |        |        |        |  |

#### Risultati
| Quarti di finale |                         |     |                            |
|                  |                         |     |                            |
| 28-03            | Friedrichshafen-Bühl    | 3-0 | 25-22 25-22 25-19          |
| 28-03            | Charlottenburg-Lüneburg | 3-0 | 25-18, 25-22, 25-14        |
| 28-03            | Rüsselsheim-Herrsching  | 3-1 | 25-19, 25-18, 19-25, 25-15 |
| 28-03            | Dürener-Unterhaching    | 3-1 | 25-23, 25-18, 23-25, 25-17 |

| 31-03 | Bühl-Friedrichshafen    | 0-3 | 23-25 16-25 16-25          |
| 31-03 | Lüneburg-Charlottenburg | 3-1 | 25-22, 22-25, 25-21, 27-25 |
| 31-03 | Herrsching-Rüsselsheim  | 3-0 | 25-20, 28-26, 25-21        |
| 01-04 | Unterhaching-Dürener    | 3-1 | 25-12, 25-18, 25-27, 25-19 |

| 08-04 | Charlottenburg-Lüneburg | 3-0 | 25-23, 25-20, 25-22        |
| 08-04 | Rüsselsheim-Herrsching  | 3-0 | 25-16, 25-20, 25-15        |
| 08-04 | Dürener-Unterhaching    | 1-3 | 18-25, 28-30, 25-20, 19-25 |

| Semifinali |                              |     |                            |
|            |                              |     |                            |
| 15-04      | Friedrichshafen-Unterhaching | 3-1 | 21-25, 25-14, 25-22, 25-18 |
| 14-04      | Charlottenburg-Rüsselsheim   | 3-0 | 25-21, 25-12, 25-17        |

| 18-04 | Unterhaching-Friedrichshafen | 0-3 | 20-25, 20-25, 15-25 |
| 18-04 | Rüsselsheim-Charlottenburg   | 0-3 | 26-28, 25-27, 16-25 |

| Finale |                                |     |                                   |
|        |                                |     |                                   |
| 26-04  | Friedrichshafen-Charlottenburg | 1-3 | 25-22, 21-25, 22-25, 19-25        |
| 29-04  | Charlottenburg-Friedrichshafen | 3-2 | 19-25, 29-27, 25-20, 17-25, 15-11 |
| 02-05  | Friedrichshafen-Charlottenburg | 3-1 | 25-23, 25-16, 22-25, 25-23        |
| 06-05  | Charlottenburg-Friedrichshafen | 2-3 | 19-25, 31-33, 25-22, 25-19, 13-15 |
| 09-05  | Friedrichshafen-Charlottenburg | 0-3 | 20-25, 17-25, 22-25               |

## Verdetti
| Squadra         | Qualificazione           |
| --------------- | ------------------------ |
| Charlottenburg  | Champions League 2018-19 |
| Friedrichshafen | Champions League 2018-19 |
| Rüsselsheim     | Coppa CEV 2018-19        |
| Solingen        | 2. Bundesliga 2018-19    |

## Statistiche
| Rendimento individuale | Rendimento individuale | Rendimento individuale | Rendimento individuale |
| Pos.                   | Nome                   | Punti                  | Squadra                |
| ---------------------- | ---------------------- | ---------------------- | ---------------------- |
| 1                      | Christoph Marks        | 373                    | Herrsching             |
| 2                      | Ryan Sclater           | 345                    | Lüneburg               |
| 3                      | Marvin Prolingheuer    | 303                    | Dürener                |
| 4                      | Masahiro Yanagida      | 300                    | Bühl                   |
| 5                      | Paul Carroll           | 295                    | Charlottenburg         |
| 5                      | Moritz Karlitzek       | 295                    | Rüsselsheim            |
| 7                      | Rudy Verhoeff          | 272                    | Unterhaching           |
| 8                      | Tom Strohbach          | 266                    | Herrsching             |
| 9                      | Andre Brown            | 251                    | Herrsching             |
| 10                     | Lincoln Williams       | 247                    | Rüsselsheim            |

| Attacchi vincenti | Attacchi vincenti   | Attacchi vincenti | Attacchi vincenti |
| Pos.              | Nome                | Punti             | Squadra           |
| ----------------- | ------------------- | ----------------- | ----------------- |
| 1                 | Christoph Marks     | 326               | Herrsching        |
| 2                 | Ryan Sclater        | 301               | Lüneburg          |
| 3                 | Marvin Prolingheuer | 265               | Dürener           |
| 4                 | Paul Carroll        | 259               | Charlottenburg    |
| 5                 | Moritz Karlitzek    | 247               | Rüsselsheim       |
| 6                 | Masahiro Yanagida   | 239               | Bühl              |
| 7                 | Tom Strohbach       | 228               | Herrsching        |
| 8                 | Rudy Verhoeff       | 221               | Unterhaching      |
| 9                 | Lincoln Williams    | 214               | Rüsselsheim       |
| 10                | Jurij Kružkov       | 200               | Bühl              |

| Muri vincenti | Muri vincenti     | Muri vincenti | Muri vincenti   |
| Pos.          | Nome              | Punti         | Squadra         |
| ------------- | ----------------- | ------------- | --------------- |
| 1             | Andre Brown       | 72            | Herrsching      |
| 2             | Michel Schlien    | 46            | Lüneburg        |
| 3             | Tim Broshog       | 42            | Dürener         |
| 3             | Aleksandar Okolić | 42            | Charlottenburg  |
| 5             | Rudy Verhoeff     | 40            | Unterhaching    |
| 6             | Paul Sprung       | 38            | Netzhoppers     |
| 7             | Jakob Günthör     | 37            | Friedrichshafen |
| 7             | Tobias Krick      | 37            | Rüsselsheim     |
| 7             | Graham Vigrass    | 37            | Charlottenburg  |
| 10            | Michael Andrei    | 35            | Dürener         |
| 10            | Noah Baxpöhler    | 35            | Lüneburg        |

| Battute vincenti | Battute vincenti   | Battute vincenti | Battute vincenti |
| Pos.             | Nome               | Punti            | Squadra          |
| ---------------- | ------------------ | ---------------- | ---------------- |
| 1                | Masahiro Yanagida  | 56               | Bühl             |
| 2                | Romāns Saušs       | 34               | Dürener          |
| 3                | Theo Timmermann    | 33               | Netzhoppers      |
| 4                | Adrian Aciobăniţei | 32               | Rüsselsheim      |
| 5                | Christoph Marks    | 31               | Herrsching       |
| 6                | Michal Sládeček    | 29               | Herrsching       |
| 7                | Moritz Karlitzek   | 25               | Rüsselsheim      |
| 8                | Stijn D'Hulst      | 23               | Dürener          |
| 9                | Noah Baxpöhler     | 22               | Lüneburg         |
| 9                | Tim Grozer         | 22               | Rottenburg       |
| 9                | Tom Strohbach      | 22               | Herrsching       |
| 9                | Johannes Tille     | 22               | Solingen         |

NB: I dati sono riferiti esclusivamente alla regular season.